# Kevin Álvarez
Kevin Nahin Álvarez Campos (Colima, 15 januari 1999) is een Mexicaans voetballer die doorgaans speelt als rechtsback. In juli 2023 verruilde hij Pachuca voor Club América. Álvarez maakte in 2021 zijn debuut in het Mexicaans voetbalelftal.

## Clubcarrière
Álvarez speelde in de jeugdopleiding van Pachuca. Voor die club maakte hij ook zijn professionele debuut, op 17 januari 2018. Op die dag werd in een wedstrijd om de Copa MX met 0–1 verloren van Atlético San Luis. Hij moest van coach Diego Alonso op de reservebank beginnen en mocht na achtentwintig minuten spelen invallen voor Dairon Mosquera. In zijn eerste jaargang kwam de vleugelverdediger tot vijf bekeroptredens, maar het seizoen erna speelde hij niet. Vanaf de zomer van 2020 veroverde Álvarez een basisplaats bij Pachuca. Zijn eerste doelpunt volgde op 9 maart 2021, in de Liga MX tegen Club Tijuana. Die club kwam op voorsprong door Fabián Castillo, waarna Ismael Sosa voor de gelijkmaker zorgde. Drie minuten voor rust zette Álvarez zijn ploeg op voorsprong en het zou ook bij 2–1 blijven. In de zomer van 2023 maakte Álvarez voor een bedrag van circa 10,25 miljoen euro de overstap naar Club América, waar hij zijn handtekening zette onder een verbintenis voor de duur van vier seizoenen.

## Clubstatistieken
| Seizoen | Club         | Competitie | Competitie | Competitie | Beker | Beker | Internationaal | Internationaal | Totaal | Totaal |
| Seizoen | Club         | Competitie | Wed.       | Dlp.       | Wed.  | Dlp.  | Wed.           | Dlp.           | Wed.   | Dlp.   |
| ------- | ------------ | ---------- | ---------- | ---------- | ----- | ----- | -------------- | -------------- | ------ | ------ |
| 2017/18 | Pachuca      | Liga MX    | 0          | 0          | 5     | 0     | —              | —              | 5      | 0      |
| 2018/19 | Pachuca      | Liga MX    | 0          | 0          | 0     | 0     | —              | —              | 0      | 0      |
| 2019/20 | Pachuca      | Liga MX    | 10         | 0          | 5     | 0     | —              | —              | 15     | 0      |
| 2020/21 | Pachuca      | Liga MX    | 38         | 1          | 0     | 0     | —              | —              | 38     | 1      |
| 2021/22 | Pachuca      | Liga MX    | 37         | 1          | 2     | 2     | —              | —              | 39     | 3      |
| 2022/23 | Pachuca      | Liga MX    | 38         | 3          | 0     | 0     | 2              | 0              | 40     | 3      |
| 2023/24 | Club América | Liga MX    | 32         | 1          | 0     | 0     | 4              | 2              | 36     | 3      |
| 2024/25 | Club América | Liga MX    | 14         | 0          | 0     | 0     | 5              | 0              | 19     | 0      |
| Totaal  | Totaal       | Totaal     | 169        | 6          | 10    | 0     | 11             | 2              | 190    | 8      |

Bijgewerkt op 11 december 2024.

## Interlandcarrière
Álvarez maakte zijn debuut in het Mexicaans voetbalelftal op 3 juli 2021, toen met 4–0 gewonnen werd van Nigeria in een vriendschappelijke wedstrijd. Héctor Herrera (tweemaal), Rogelio Funes Mori en Jonathan dos Santos zorgden voor de doelpunten. Álvarez moest van bondscoach Gerardo Martino op de reservebank beginnen en hij mocht elf minuten voor het einde van het duel invallen voor Luis Alfonso Rodríguez. De andere Mexicaanse debutant dit duel was Alan Cervantes (Santos Laguna).
In oktober 2022 werd Álvarez door Martino opgenomen in de voorselectie van Mexico voor het WK 2022. Tweeënhalve week later werd hij ook onderdeel van de definitieve selectie. Tijdens dit WK werd Mexico uitgeschakeld in de groepsfase na een gelijkspel tegen Polen, een nederlaag tegen Argentinië en een zege op Saoedi-Arabië. Álvarez kwam in twee duels in actie. Zijn toenmalige clubgenoten Romario Ibarra (Ecuador) en Luis Chávez (eveneens Mexico) waren ook actief op het toernooi.
| Interlands van Kevin Álvarez voor Mexico | Interlands van Kevin Álvarez voor Mexico | Interlands van Kevin Álvarez voor Mexico | Interlands van Kevin Álvarez voor Mexico | Interlands van Kevin Álvarez voor Mexico | Interlands van Kevin Álvarez voor Mexico | Interlands van Kevin Álvarez voor Mexico |
| №                                        | Datum                                    | Wedstrijd                                | Uitslag                                  | Competitie                               | Goals                                    |                                          |
| Als speler bij Pachuca                   | Als speler bij Pachuca                   | Als speler bij Pachuca                   | Als speler bij Pachuca                   | Als speler bij Pachuca                   | Als speler bij Pachuca                   | Als speler bij Pachuca                   |
| ---------------------------------------- | ---------------------------------------- | ---------------------------------------- | ---------------------------------------- | ---------------------------------------- | ---------------------------------------- | ---------------------------------------- |
| 1                                        | 3 juli 2021                              | Mexico – Nigeria                         | 4 – 0                                    | Vriendschappelijk                        |                                          |                                          |
| 2                                        | 27 oktober 2021                          | Mexico – Ecuador                         | 2 – 3                                    | Vriendschappelijk                        |                                          |                                          |
| 3                                        | 27 april 2022                            | Mexico – Guatemala                       | 0 – 0                                    | Vriendschappelijk                        |                                          |                                          |
| 4                                        | 14 juni 2022                             | Jamaica – Mexico                         | 1 – 1                                    | Nations League 2022/23                   |                                          |                                          |
| 5                                        | 31 augustus 2022                         | Mexico – Paraguay                        | 0 – 1                                    | Vriendschappelijk                        |                                          |                                          |
| 6                                        | 24 september 2022                        | Mexico – Peru                            | 1 – 0                                    | Vriendschappelijk                        |                                          |                                          |
| 7                                        | 27 september 2022                        | Mexico – Colombia                        | 2 – 3                                    | Vriendschappelijk                        |                                          |                                          |
| 8                                        | 9 november 2022                          | Mexico – Irak                            | 4 – 0                                    | Vriendschappelijk                        |                                          |                                          |
| 9                                        | 26 november 2022                         | Argentinië – Mexico                      | 2 – 0                                    | WK 2022                                  |                                          |                                          |
| 10                                       | 30 november 2022                         | Saoedi-Arabië – Mexico                   | 1 – 2                                    | WK 2022                                  |                                          |                                          |
| 11                                       | 23 maart 2023                            | Suriname – Mexico                        | 0 – 2                                    | Nations League 2022/23                   |                                          |                                          |
| 12                                       | 7 juni 2023                              | Mexico – Guatemala                       | 2 – 0                                    | Vriendschappelijk                        |                                          |                                          |
| 13                                       | 10 juni 2023                             | Mexico – Kameroen                        | 2 – 2                                    | Vriendschappelijk                        | 90+4'                                    |                                          |
| Als speler bij Club América              |                                          |                                          |                                          |                                          |                                          |                                          |
| 14                                       | 9 september 2023                         | Mexico – Australië                       | 2 – 2                                    | Vriendschappelijk                        |                                          |                                          |
| 15                                       | 12 september 2023                        | Mexico – Oezbekistan                     | 3 – 3                                    | Vriendschappelijk                        |                                          |                                          |

Bijgewerkt op 11 december 2024.